# Hypnale
Hypnale es un género de serpientes venenosas de la familia Viperidae. Sus especies se distribuyen por el sur del subcontinente indio y Sri Lanka.

## Especies
Se reconocen las 3 especies siguientes:
- Hypnale hypnale (Merrem, 1820)
- Hypnale nepa (Laurenti, 1768)
- Hypnale zara (Gray, 1849)